# Blåtjärnen (Tåsjö socken, Ångermanland)
Blåtjärnen är en sjö i Strömsunds kommun i Ångermanland och ingår i Ångermanälvens huvudavrinningsområde.